# نبب (يافع)

تعديل مصدري - تعديل

نبب هي إحدى قرى عزلة لبعوس بمديرية يافع التابعة لمحافظة لحج، بلغ تعداد سكانها 262 نسمة حسب تعداد اليمن لعام 2004.